# Fata Morgana (televisieprogramma)
Fata Morgana was een Vlaams televisieprogramma, op de televisiezender één uitgezonden, waarin een bepaalde stad of gemeente van een "uitdager" (een bekende Vlaming) vijf moeilijke opdrachten krijgt, die binnen een week moeten worden uitgevoerd. Het format is bedacht door het Vlaams televisieproductiehuis Sultan Sushi.
De presentatoren van het programma, Sergio (na seizoen 3 vervangen door Steph Goossens) en Geena Lisa gaan dan op zoek naar mensen uit die gemeente die samen met de lokale bevolking een van de vijf uitdagingen willen aangaan, en volgen hun inspanningen gedurende de week. Het geheel mondt uit in een groot spektakel op zaterdag, waarop zal blijken of de vijf opdrachten tot een goed einde gebracht zijn. Per voltooide opdracht krijgt de gemeente één ster. Op de zondag wordt er dan een samenvatting van de hele week en van het eindspektakel uitgezonden.
In de zomer van 2007 werd de vierde reeks van Fata Morgana uitgezonden. Sergio, die tot dan samen met Geena Lisa het programma presenteerde, stapte over naar VTM en werd vervangen door Steph Goossens.
In de zomer van 2008 kwam na vijf seizoenen een einde aan Fata Morgana.

## Seizoenen

### Eerste seizoen
Winter in Eisden/Maasmechelen
- Stad/gemeente: Eisden/Maasmechelen
- Uitdager: Marcel Vanthilt
- Behaalde sterren:
- Uitzending: 20 juni 2004

Kinderen baas in Bazel
- Stad/gemeente: Bazel
- Uitdager: Leen Demaré
- Behaalde sterren:
- Uitzending: 27 juni 2004

'Lier 2020' aan de Nete
- Stad/gemeente: Lier
- Uitdager: Xandee
- Behaalde sterren:
- Uitzending: 3 juli 2004

Pop Heffen
- Stad/gemeente: Heffen
- Uitdager: Felice
- Behaalde sterren:
- Uitzending: 10 juli 2004

De Green Prix van Geraardsbergen
- Stad/gemeente: Geraardsbergen
- Uitdager: Herman Verbruggen
- Behaalde sterren:
- Uitzending: 17 juli 2004

Welkom in Buggenhout
- Stad/gemeente: Buggenhout
- Uitdager: Sabine Appelmans
- Behaalde sterren:
- Uitzending: 24 juli 2004

De olympische vlam van Lummen
- Stad/gemeente: Lummen
- Uitdager: Evi Hanssen
- Behaalde sterren:
- Uitzending: 31 juli 2004

Love in Lo
- Stad/gemeente: Lo
- Uitdager: Kadèr Gürbüz
- Behaalde sterren:
- Uitzending: 8 augustus 2004

De wereld in één dorpTielt-Winge
- Stad/gemeente: Tielt-Winge
- Uitdager: Gene Bervoets
- Behaalde sterren:
- Uitzending: 15 augustus 2004

Rio de Janeiro aan de NoordzeeOostende
- Stad/gemeente: Oostende
- Uitdager: Herr Seele
- Behaalde sterren:
- Uitzending: 22 augustus 2004

### Tweede seizoen
Lichtervelde op rolletjes
- Stad/gemeente: Lichtervelde
- Uitdager: Marc Herremans (wegens medische redenen opgevolgd door Sven Nys)
- Behaalde sterren:
- Uitzending: 5 juni 2005

Toverstad in Aalter
- Stad/gemeente: Aalter
- Uitdager: Katja Retsin
- Behaalde sterren:
- Uitzending: 12 juni 2005

Wereldmatch in Westerlo
- Stad/gemeente: Westerlo
- Uitdager: Marijn De Valck
- Behaalde sterren:
- Uitzending: 19 juni 2005

Hollywood in Hasselt
- Stad/gemeente: Hasselt
- Uitdager: Jan Verheyen
- Behaalde sterren:
- Uitzending: 26 juni 2005

Humor in Eppegem
- Stad/gemeente: Eppegem
- Uitdager: Bart De Pauw
- Behaalde sterren:
- Uitzending: 3 juli 2005

Piraten in Boom
- Stad/gemeente: Boom
- Uitdagers: Spring
- Behaalde sterren:
- Uitzending: 10 juli 2005

Het beste van België in Lommel
- Stad/gemeente: Lommel
- Uitdager: Sandra Kim
- Behaalde sterren:
- Uitzending: 17 juli 2005

De hemel op aarde in Veurne
- Stad/gemeente: Veurne
- Uitdager: Sofie Van Moll
- Behaalde sterren:
- Uitzending: 24 juli 2005

Groeten uit het heelal in Hoeilaart
- Stad/gemeente: Hoeilaart
- Uitdager: Frank Deboosere
- Behaalde sterren:
- Uitzending: 31 juli 2005

Rodeo in de far west in Wellen
- Stad/gemeente: Wellen
- Uitdagers: Stany Crets en Peter Van den Begin
- Behaalde sterren:
- Uitzending: 7 augustus 2005

Spaanse fiësta in Sinaai
- Stad/gemeente: Sinaai
- Uitdager: Belle Pérez
- Behaalde sterren:
- Uitzending: 14 augustus 2005

Woodstock in Destelbergen
- Stad/gemeente: Destelbergen
- Uitdager: Johan Verminnen
- Behaalde sterren:
- Uitzending: 21 augustus 2005

### Derde seizoen
Jaar van de draak in Peer
- Stad/gemeente: Peer
- Uitdager: Bart Peeters
- Behaalde sterren:
- Uitzending: 11 juni 2006

Wilde waterweek in Wervik
- Stad/gemeente: Wervik
- Uitdager: Frédérik Deburghgraeve
- Behaalde sterren:
- Uitzending: 18 juni 2006

De middeleeuwen in Beveren
- Stad/gemeente: Beveren
- Uitdager: Andrea Croonenberghs
- Behaalde sterren:
- Uitzending: 25 juni 2006

Scottish Highlands in Herzele
- Stad/gemeente: Herzele
- Uitdager: Nic Balthazar
- Behaalde sterren:
- Uitzending: 2 juli 2006

1001 Nacht in Wuustwezel
- Stad/gemeente: Wuustwezel
- Uitdager: Zohra
- Behaalde sterren:
- Uitzending: 9 juli 2006

Landen loopt de wereld rond
- Stad/gemeente: Landen
- Uitdager: Evy Gruyaert
- Behaalde sterren:
- Uitzending: 16 juli 2006

La bella Italia in Oostkamp
- Stad/gemeente: Oostkamp
- Uitdager: Martine Prenen
- Behaalde sterren:
- Uitzending: 23 juli 2006

Pyjamaparty in Scherpenheuvel-Zichem
- Stad/gemeente: Scherpenheuvel-Zichem
- Uitdager: Yasmine
- Behaalde sterren:
- Uitzending: 30 juli 2006

De dappersten der Belgen in Kaprijke
- Stad/gemeente: Kaprijke
- Uitdager: Ilse Van Hoecke
- Behaalde sterren:
- Uitzending: 6 augustus 2006

De Golden Years in Wommelgem
- Stad/gemeente: Wommelgem
- Uitdager: Ronny Mosuse
- Behaalde sterren:
- Uitzending: 13 augustus 2006

Opwijk aan Zee
- Stad/gemeente: Opwijk
- Uitdager: Sabine Hagedoren
- Behaalde sterren:
- Uitzending: 20 augustus 2006

Lanaken Down Under
- Stad/gemeente: Lanaken
- Uitdager: Hilde De Baerdemaeker
- Behaalde sterren:
- Uitzending: 27 augustus 2006

Windkracht 10 - Koksijde Rescue
- Stad/gemeente: Koksijde
- Uitdagers: Ludo Busschots en Kevin Janssens
- Behaalde sterren:
- Uitzenddatum: 3 september 2006

### Vierde seizoen
Witte Kerst in Oudenaarde
- Stad/gemeente: Oudenaarde
- Uitdager: Stan Van Samang
- Behaalde sterren:
- Uitzending: 17 juni 2007

Soap City in Aalst
- Stad/gemeent: Aalst
- Uitdager: Mark Tijsmans
- Behaalde sterren:
- Uitzending: 24 juni 2007

De tour van Roeselare
- Stad/gemeente: Roeselare
- Uitdager: Tom Coninx
- Behaalde sterren:
- Uitzending: 1 juli 2007

Verliefd in Borgloon
- Stad/gemeente: Borgloon
- Uitdager: K3
- Behaalde sterren:
- Uitzending: 8 juli 2007

Vegas in Herentals
- Stad/gemeente: Herentals
- Uitdager: Roel Vanderstukken
- Behaalde sterren:
- Uitzending: 15 juli 2007

Nationale feestdag in Bornem
- Stad/gemeente: Bornem
- Uitdager: Kate Ryan
- Behaalde sterren:
- Uitzending: 21 juli 2007

Zedelgem in de ban van Kuifje
- Stad/gemeente: Zedelgem
- Uitdager: Jelle Cleymans (Kuifje)
- Behaalde sterren:
- Uitzending: 28 juli 2007

Meerhout aan de Nijl
- Stad/gemeente: Meerhout
- Uitdager: Marleen Merckx
- Behaalde sterren:
- Uitzending: 5 augustus 2007

Brasschaat uit de kunst
- Stad/gemeente: Brasschaat
- Uitdager: Gene Thomas
- Behaalde sterren:
- Uitzending: 12 augustus 2007

Bree gaat voor groen
- Stad/gemeente: Bree
- Uitdager: Saartje Vandendriessche
- Behaalde sterren:
- Uitzending: 19 augustus 2007

Grimbergen walst in Wenen
- Stad/gemeente: Grimbergen
- Uitdager: Peter Van de Veire
- Behaalde sterren:
- Uitzending: 26 augustus 2007

Mechelen viert feest!
- Stad/gemeente: Mechelen
- Uitdager: Jeroen De Pauw
- Behaalde sterren:
- Uitzending: 2 september 2007

### Vijfde seizoen
Iedereen van de grond in Ieper
- Stad/gemeente: Ieper
- Uitdager: Tom Waes
- Behaalde sterren:
- Uitzending: 8 juni 2008

Betoverend Turnhout
- Stad/gemeente: Turnhout
- Uitdager: Ann Van Elsen
- Behaalde sterren:
- Uitzending: 15 juni 2008

A Summer's Day in Keerbergen
- Stad/gemeente: Keerbergen
- Uitdager: Loes Van den Heuvel
- Behaalde sterren:
- Uitzending: 22 juni 2008

School's out in Wetteren
- Stad/gemeente: Wetteren
- Uitdager: Matt, Bab en Thor van Ketnetpop
- Behaalde sterren:
- Uitzending: 29 juni 2008

Mexiiico in Neerpelt
- Stad/gemeente: Neerpelt
- Uitdager: Thomas Vanderveken
- Behaalde sterren:
- Uitzending: 6 juli 2008

Diest danst de klok rond
- Stad/gemeente: Diest
- Uitdager: Kobe Ilsen
- Behaalde sterren:
- Uitzending: 13 juli 2008

Het land van Atlantis in Sint-Laureins
- Stad/gemeente: Sint-Laureins
- Uitdager: Anthony Arandia
- Behaalde sterren:
- Uitzending: 20 juli 2008

Tirol in Hamme
- Stad/gemeente: Hamme
- Uitdager: Laura Lynn
- Behaalde sterren:
- Uitzending: 27 juli 2008

Moeder Aarde in Wingene-Zwevezele
- Stad/gemeente: Wingene-Zwevezele
- Uitdager: Brahim Attaeb
- Behaalde sterren:
- Uitzending: 3 augustus 2008

De drie musketiers in Bilzen
- Stad/gemeente: Bilzen
- Uitdager: Ann Reymen
- Behaalde sterren:
- Uitzending: 10 augustus 2008

Hakuna matata in Zoersel
- Stad/gemeente: Zoersel
- Uitdager: Sandrine
- Behaalde sterren:
- Uitzending: 17 augustus 2008

Maaseik gooit de trossen los
- Stad/gemeente: Maaseik
- Uitdager: Nicole & Hugo
- Behaalde sterren:
- Uitzending: 24 augustus 2008

Sergio daagt de Guldensterrenstad uit
- Stad/gemeente: Kortrijk
- Uitdager: Sergio
- Behaalde sterren:
- Uitzending: 31 augustus 2008

## Speciale afleveringen

### Vampierenbal in Mortsel
- Stad/gemeente: Mortsel
- Uitdager: Helmut Lotti
- Behaalde sterren:
- Speciaal: Er werden deze keer niet 5, maar 6 sterren uitgereikt. Deze zesde ster was ten voordele van de actie Tsunami 12-12.
- Uitzending: 7 januari 2005

### Kom op tegen Kanker presenteert Fata Morgana
- Stad/gemeente: Antwerpen
- Uitdager: Frank Deboosere
- Behaalde sterren:
- Speciaal: De aflevering in Antwerpen stond volledig in het teken van Kom Op Tegen Kanker.
- Uitzending: 5 december 2005

## Wetenswaardigheden
- De Nederlandse versie van Fata Morgana werd in de zomer van 2005 door de NCRV uitgezonden onder de naam Tegen de Klok. De presentatie was in handen van Jetske van den Elsen en Joep Onderdelinden.
- Voor het tweede seizoen van Fata Morgana werd een single gecreëerd waarop presentatoren Sergio en Geena Lisa zingen. Deze single heet Doodgewone helden.
- Het programma komt ook in steeds meer landen op de buis; bijvoorbeeld ook in het Franstalige gedeelte van België. Ook Duitsland wil met een dergelijk concept beginnen.
- Het programma is ook geparodieerd geweest in Willy's en Marjetten.
- Naar aanleiding van de gemeentefusie tussen Neerpelt en Overpelt in 2019 heeft De Ideale Wereld eenmalig een Fata Morgana georganiseerd te Overpelt. Hier moesten ze dezelfde opdrachten uitvoeren als de buren van Neerpelt. Ze haalden toen 3,50 sterren.